# Манхаймски университет
Манхаймският университет (Universität Mannheim) е известен немски университет. Основната част от университета се помещава в сградите на бившия дворец.
Основан едва през 1967 г., той е специализиран основно върху икономическите специалности и като такъв е нареждан сред най-добрите в Германия. Реномиран е също и факултетът му по социология.
В него през 2006 г. са учили 11 458 студенти. След 2003-2004 г. българите са сред най-многобройните групи чуждестранни студенти в университета. През летен семестър 2006 са 260 души. През летен семестър 2015 – 138 души).
Сдружението на българските студенти в Манхаймския университет „Бай Ганьо“ е сред най-активните български студентски организации в Германия..

## Галерия
- Централна университетска библиотека
- Институт по немски език
- Департамент по право
- Училище по социални науки
- Департамент по бизнес информатика и математика
- Департамент по икономика
- Център по европейско стопанство
- Център за европейски социални изследвания

## Личности
- Ханс Алберт, философ